# Testimonium Flavianum
Testimonium Flavianum (em português "Testemunho de Flávio") é um trecho da obra Antiguidades Judaicas, escrita no século I pelo historiador judeu Flávio Josefo, que menciona Jesus de Nazaré como o Cristo.

## Testimonium Flavianum
Flávio Josefo, que viveu de 37 até o ano 100, de acordo com os textos que chegaram até nós teria se referido a Jesus como o Cristo em seu livro Antiguidades Judaicas, livro 18, parágrafos 63 e 64, escrito em 93 em grego koiné:
"Havia neste tempo Jesus, um homem sábio [se é lícito chamá-lo de homem, porque ele foi o autor de coisas admiráveis, um professor tal que fazia os homens receberem a verdade com prazer]. Ele fez seguidores tanto entre os judeus como entre os gentios.[Ele era o Cristo.] E quando Pôncio Pilatos, seguindo a sugestão dos principais entre nós, condenou-o à cruz, os que o amaram no princípio não o esqueceram;[ porque ele apareceu a eles vivo novamente no terceiro dia; como os divinos profetas tinham previsto estas e milhares de outras coisas maravilhosas a respeito dele]. E a tribo dos cristãos, assim chamados por causa dele, não está extinta até hoje."
( Indicado em itálico possíveis interpolações.)
O texto original em grego koiné:

Γίνεται δὲ κατὰ τοῦτον τὸν χρόνον   Ἰησοῦς σοφὸς ἀνήρ, εἴγε ἄνδρα αὐτὸν λέγειν χρή: ἦν γὰρ παραδόξων ἔργων ποιητής, διδάσκαλος ἀνθρώπων τῶν ἡδονῇ τἀληθῆ δεχομένων, καὶ πολλοὺς μὲν  Ἰουδαίους, πολλοὺς δὲ καὶ τοῦ   Ἑλληνικοῦ ἐπηγάγετο: ὁ χριστὸς οὗτος ἦν. καὶ αὐτὸν ἐνδείξει τῶν πρώτων ἀνδρῶν παρ᾽ ἡμῖν σταυρῷ ἐπιτετιμηκότος Πιλάτου οὐκ ἐπαύσαντο οἱ τὸ πρῶτον ἀγαπήσαντες: ἐφάνη γὰρ αὐτοῖς τρίτην ἔχων ἡμέραν πάλιν ζῶν τῶν θείων προφητῶν ταῦτά τε καὶ ἄλλα μυρία περὶ αὐτοῦ θαυμάσια εἰρηκότων. εἰς ἔτι τε νῦν τῶν Χριστιανῶν ἀπὸ τοῦδε ὠνομασμένον οὐκ ἐπέλιπε τὸ φῦλον.

## Argumentos contra a autenticidade do texto
Nenhum autor faz alusão ao texto antes de Eusébio de Cesareia, (século IV), quando os escritos de Josefo vieram à luz através de fontes cristãs.
Muitos historiadores modernos tem argumentado que a passagem quebra a continuidade da narrativa e que são usadas palavras incomuns nos textos de Josefo, por exemplo Emilio Bossi escreve o seguinte:
"Esta passagem, ou período, está como que a esmo, em meio de um capítulo, sem conexão alguma com quanto a precede ou se lhe segue, alinhavada, por assim dizer, na descrição de um castigo militar infligido à populaça de Jerusalém e a dos amores de uma dama romana e de um homem que obtém os seus favores, fazendo-se passar, graças aos sacerdotes de Isis, por uma personificação do Deus Anúbis. Estes dois acontecimentos estão ligados pelo mesmo historiador com um outro, porque ao relatar o segundo chama-o outro acidente deplorável, de onde se depreende que esse outro acidente só pode relacionar-se com o primeiro, isto é, com a sedição popular e a repressão que se lhe seguiu."
A passagem também foi encontrada em um manuscrito da obra anterior de Josefo: A Guerra dos Judeus, contudo, os principais acadêmicos afirmam que esse manuscrito é uma falsificação. Uma das principais razões de que esta passagem é considerada uma falsificação pelos acadêmicos consiste, além dela nunca ter sido mencionada antes de Eusébio mesmo quando a sua obra era citada por cristãos, no vocabulário usado na passagem, que não está de acordo com o vocabulário usado por Flávio Josefo no restante da sua obra. Há três expressões, sendo uma delas "autor de coisas admiráveis" que também pode ser traduzido como "fazedor de milagres", que eram usadas por Eusébio mas não por Flávio Josefo. Ou seja, o Testimonium Flavianum usa expressões que Eusébio usava mas não que Flávio Josefo usou no restante da obra, como citado por Bart Ehrman.

## Argumentos a favor da autenticidade do texto
O Testimonium Flavianum foi um texto muito respeitado até o meados do século XVII, depois disso houve muita discussão se ele seria ou não uma interpolação. Entretanto, a descoberta de novos manuscritos no século XX tem reforçado a credibilidade do texto.
Alice Whealey, por exemplo, apresentou um manuscrito do século V que contém uma variante: "Ele era tido com sendo o Cristo" (onde, nos outros manuscritos, está "Ele era o Cristo").
A real dificuldade em se acreditar no texto reside na sua afirmação de que Jesus era o Cristo (ὁ χριστὸς οὗτος ἦν), já que Josefo era judeu e esta afirmação parece fazer de Josefo um cristão. Entretanto, após participar na rebelião contra os romanos e ver sua nação praticamente destruída talvez, apenas no momento que escrevia, ele considerava a possibilidade de Jesus ser de fato o Cristo. Quando ele escreve sobre João Batista, descreve o modo de pensar dos judeus da época sobre derrotas militares e suas causas (ver abaixo a secção João Batista).
Foi sugerido que o parágrafo quebra a continuidade da narrativa, mas isto pode ser explicado pelo fato de Antiguidades Judaicas ter sido escrito por numerosos escribas.
Contestações baseadas em análise linguística também não se mostraram conclusivas porque muitas outras passagens de Josefo contêm características incomuns.[carece de fontes?]

## Versão árabe
Em 1971, o professor Shlomo Pines publicou uma tradução de uma versão diferente desta passagem, citando um manuscrito árabe do século X. Este manuscrito aparece no "Livro dos Títulos" escrito por Agápio, um cristão árabe do século X e bispo melquita de Hierápolis. Agápio parece ter citado de memória, pois até o título de Josefo é uma aproximação:
"Havia neste tempo um homem sábio chamado Jesus, e sua conduta era boa, e ele era conhecido como sendo virtuoso. E muitas pessoas entre os judeus e de outras nações se tornaram seus discípulos. Pilatos o condenou a ser crucificado e à morte. E aqueles que tinham se tornado seus discípulos não abandonaram sua lealdade a ele. Eles relataram que ele tinha aparecido para eles três dias após a crucificação, e que ele estava vivo. Eles acreditavam que ele era o Messias, a respeito de quem os profetas tinham contado maravilhas."
Pines faz referência também à versão siríaca citada por Miguel, o Sírio em seu Crônica Mundial.  Alice Whealey apontou que o texto de Miguel é idêntico ao de Jerônimo no ponto mais contencioso ("Ele era o Cristo" aparecendo como "Ele era tido como sendo o Cristo"), estabelecendo a existência de uma variante, já que escritores Latinos e Siríacos não liam uns aos outros na Antiguidade.

## Versão paleoeslava
Uma outra e interessante versão do "Testimonium" foi encontrada em cinco fragmentos da "Guerra Judaica", numa tradução para o Paleoeslavo, que remonta aos séculos XI-XII. Ainda que se trate, evidentemente, de uma interpolação, posto que inexistente no original grego da obra, não deixa de ser muito curioso o modo como o autor se vale de passos evangélicos para compor uma história da prisão e condenação de Jesus absolutamente inédita. Eis o texto:
 "Apareceu então um homem, se é que podemos chamar-lhe homem. A sua natureza e as atitudes exteriores eram humanas mas a sua aparência e as suas obras eram divinas. Os milagres que realizava eram grandes e surpreendentes.
Uns diziam dele ' É o nosso primeiro legislador que ressuscitou dos mortos e dá provas de suas capacidades, operando muitas curas ´. Outros julgavam-no enviado por Deus. Opunha-se em muitas coisas à Lei e não observava o sábado, segundo o costume dos antepassados; todavia, não fazia nada de impuro, nem nenhum trabalho manual, dispondo apenas da palavra.
Muitos entre a multidão o seguiam e escutavam seus ensinamentos; os espíritos de muitos se agitavam pensando que, graças a ele, as tribos de Israel se libertariam do jugo romano. Costumava estar, de preferência, em frente da cidade, no monte das Oliveiras.
Vendo a sua força e que, com as palavras, fazia tudo o que queria, pediram-lhe para entrar na cidade, massacrar as tropas romanas e Pôncio Pilatos, e passar a governá-los. Mas ele não lhes dava ouvidos.
Mais tarde, os chefes dos hebreus vieram a saber de tudo aquilo, reuniram-se com o Grande Sacerdote e disseram: ´ Somos impotentes e fracos para resistirmos aos romanos, como um arco frouxo. Vamos dizer a Pilatos o que ouvimos e não teremos aborrecimentos´. E foram falar dele a Pilatos.
Este enviou homens, mandou matar muitos entre a multidão e prendeu o doutor de milagres. Informou-se melhor sobre ele e vendo que fazia o bem, e não o mal, que não era rico, nem ávido de poder real, libertou-o; de fato, tinha curado a sua mulher, que estava moribunda.
E regressado ao local habitual, retomou o cumprimento de suas obras, e novamente um número maior de pessoas se aglomerou em torno dele.
Os doutores da Lei, feridos pela inveja, deram trinta talentos a Pilatos, para que o mandasse matar. Este aceitou-os e deu-lhes autoridade para serem eles próprios a fazer o que desejavam.
Desse modo, apossaram-se dele e o crucificaram, apesar da lei dos antepassados." 

## Outros textos de Josefo sobre Jesus e João Batista

### Tiago, irmão de Jesus
Menos polêmica do que o Testimonium é esta passagem em que Flávio Josefo também cita Jesus, mas sem parecer crer nele como o Messias. Ela aparece já no final das Antiguidades Judaicas, quando Josefo descreveu a situação política da Judeia na década de 60.
"E agora César, tendo ouvido sobre a morte de Festus, enviou Albinus à Judeia, como procurador. Mas o rei privou José do sumo sacerdócio, e outorgou a sucessão desta dignidade ao filho de Ananus [ou Ananias], que também se chamava Ananus. Agora as notícias dizem que este Ananus mais velho provou ser um homem afortunado; porque ele tinha cinco filhos que tinham todos atuado como sumo sacerdote de Deus, e que tinha ele mesmo tido esta dignidade por muito tempo antes, o que nunca tinha acontecido com nenhum outro dos nossos sumos sacerdotes. Mas este Ananus mais jovem, que, como já dissemos, assumiu o sumo sacerdócio, era um homem temperamental e muito insolente; ele era também da seita dos saduceus, que são muito rígidos ao julgar ofensores, mais do que todos os outros judeus, como já tinhamos dito anteriormente; quando, portanto, Ananus supôs que tinha agora uma boa oportunidade: Festus estava morto, e Albinus estava viajando; assim ele reuniu o sinédrio dos juízes, e trouxe diante dele o irmão de Jesus, o que era chamado Cristo, cujo nome era Tiago e alguns outros; e quando ele formalizou uma acusação contra eles como infratores da lei; ele os entregou para serem apedrejados; mas para aqueles que pareciam ser os mais equânimes entre os cidadãos, e igualmente mais precisos quanto as leis, eles não gostaram do que foi feito; eles também enviaram ao rei (Herodes Agripa II); pedindo que ele ordenasse a Ananus que não agisse assim novamente, porque isto que ele tinha feito não se justificava; alguns deles foram também ao encontro de Albinus, que estava na estrada retornando de Alexandria, e informaram a ele que era ilegal para Ananus reunir o sinédrio sem o seu consentimento. Albinus concordou com eles e escreveu iradamente a Ananus, e o ameaçou dizendo que ele seria punido pelo que havia feito; por causa disso, o rei Agripa tirou o sumo sacerdócio dele, quando ele o tinha exercido por apenas três meses, e fez Jesus, filho de Damneus, sumo sacerdote."

### João Batista
Ainda no livro 18 do Antiguidades Judaicas, Josefo descreveu o reinado de Herodes Antipas e informou que este era casado com a filha de Aretas, um rei árabe vizinho com quem já tivera disputas territoriais. Antipas repudia a filha de Aretas para se casar com Herodias, mulher de seu meio-irmão. Valendo-se do pretexto, Aretas faz guerra a Herodes que tem seu exército destruído e a derrota seria certa se não fosse a intervenção romana.
"Mas para alguns judeus a destruição do exército de Herodes pareceu ser vingança divina, e certamente uma justa vingança, pelo tratamento dado a João, de sobrenome Batista. Porque Herodes o tinha condenado à morte, mesmo ele tendo sido um homem bom e tendo exortado os judeus a levar uma vida correta, praticar a justiça para com o próximo e a viver piamente diante de Deus, e fazendo isto se batizar.[...] Quando outros também se juntaram à multidão em torno dele, pelo fato de que eles eram agitados ao máximo pelos seus sermões, Herodes ficou alarmado. Eloquência com tão grande efeito sobre os homens pode levar a alguma forma de sedição. Porque dava a impressão de que eles eram liderados por João em tudo que faziam. Herodes decidiu então que seria melhor atacar antes.[...] De qualquer forma João, por causa da suspeita de Herodes, foi trazido acorrentado à Maquero, a fortaleza de que falamos  antes, e lá executado, contudo o veredito dos Judeus era de que a destruição que visitou o exército de Herodes era vingança de João, que Deus achou por bem infligir este castigo à Herodes."